# 科亞卡科

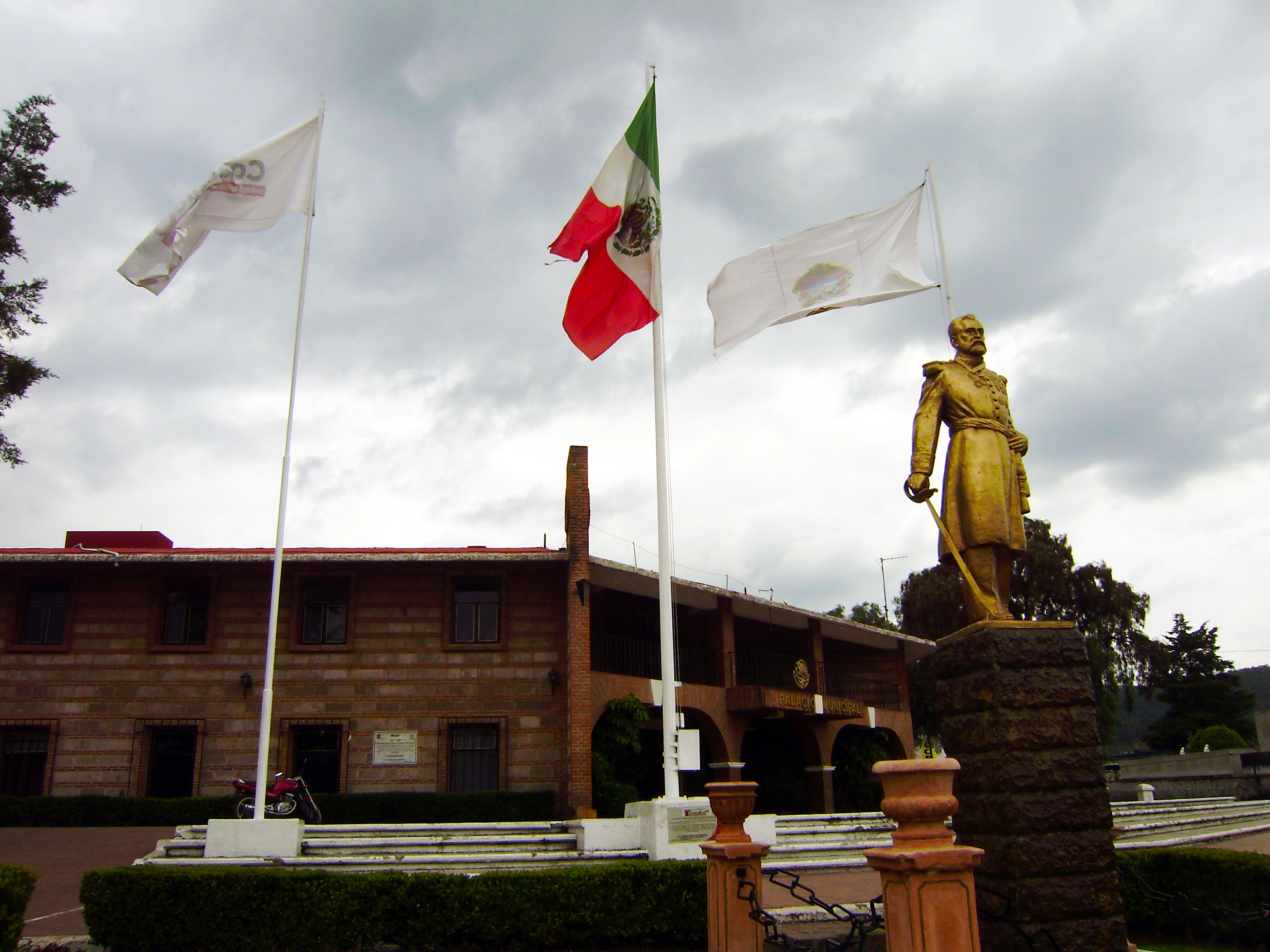

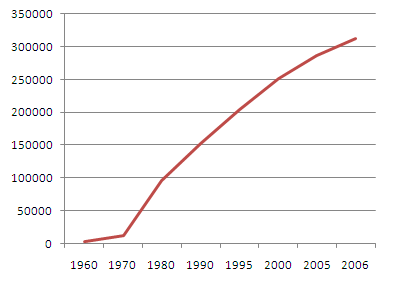

科亞卡科是墨西哥的城市，由墨西哥州負責管轄，始建於850年，面積35.5平方公里，海拔高度2,257米，主要經濟活動有農業、工業和商業，2010年人口278,064。

## 外部連結
- 官方网站

19°38′00″N 99°05′35″W / 19.63333°N 99.09306°W